# 野間口兼雄
野間口 兼雄（のまぐち かねお、慶応2年2月14日（1866年3月30日） -  昭和18年（1943年）12月24日）は、日本の海軍軍人、海軍大将。

## 経歴
薩摩藩士の野間口用輔の三男として生まれる。明治19年（1886年）、海軍兵学校（13期生）を卒業し、同21年（1888年）に少尉任官。砲艦「赤城」航海長、砲艦「龍田」回航委員（イギリス出張）、西海艦隊参謀、装甲艦「金剛（初代）」航海長、「富士」回航委員（イギリス出張）、「吉野」航海長を経て、明治31年（1898年）から翌年8月まで海軍大学校（選科学生）で学ぶ。その後、イギリス駐在等を経て、海軍省副官兼海相秘書官として山本権兵衛大臣に仕えた。
その後、巡洋艦「高千穂」艦長、「松島」艦長、「浅間」艦長、軍務局先任局員を経て、明治42年（1909年）に海軍少将・第1艦隊参謀長となり、佐世保鎮守府参謀長、海軍砲術学校長、呉鎮守府参謀長、軍務局長、呉工廠長、海軍兵学校長、舞鶴鎮守府長官、第3艦隊長官を歴任し、大正9年（1920年）に海軍大将、さらに海軍教育本部長、横須賀鎮守府司令長官、軍事参議官を経て、同13年（1924年）に予備役に編入され、昭和10年（1936年）に退役した。

## 人物
非常に細かい性格で、金銭の出納にもうるさかった。書類の決済の際には、同意の割合に応じて、斜めに押印したり、逆さまに押印したこともあるという。

## 栄典・授章・授賞
位階
- 1891年（明治24年）6月2日 - 正八位[1]
- 1892年（明治25年）3月23日 - 正七位[2]
- 1897年（明治30年）5月31日 - 従六位[3]
- 1900年（明治33年）12月5日 - 正六位[4]
- 1905年（明治38年）2月14日 - 従五位[5]
- 1910年（明治43年）2月21日 - 正五位[6]
- 1914年（大正3年）6月30日 - 従四位[7]
- 1918年（大正7年）12月28日 - 正四位[8]
- 1921年（大正10年）2月10日 - 従三位[9]
- 1924年（大正13年）
  - 3月15日 - 正三位[10]
  - 4月15日 - 従二位[11]

勲章等
- 1895年（明治28年）11月18日 - 勲六等単光旭日章[12]・明治二十七八年従軍記章[13]
- 1900年（明治33年）11月30日 - 勲五等瑞宝章[14]
- 1902年（明治35年）5月10日 - 明治三十三年従軍記章[15]
- 1906年（明治39年）4月1日 - 功三級金鵄勲章・勲三等旭日中綬章・明治三十七八年従軍記章[16]
- 1909年（明治42年）4月18日 - 皇太子渡韓記念章[17]
- 1914年（大正3年）11月30日 - 勲二等瑞宝章[18]
- 1915年（大正4年）
  - 11月7日 - 勲一等旭日大綬章[19]
  - 11月10日 - 大礼記念章（大正）[20]
- 1920年（大正9年）11月1日 - 戦捷記章[21]
- 1940年（昭和15年）8月15日 - 紀元二千六百年祝典記念章[22]